# Sundrawati
Sundrawati (nepalski: सुन्द्रावती) – gaun wikas samiti w środkowej części Nepalu w strefie Dźanakpur w dystrykcie Dholkha. Według nepalskiego spisu powszechnego z 2001 roku liczył on 636 gospodarstw domowych i 2890 mieszkańców (1531 kobiet i 1359 mężczyzn).